# Pemara
Pemara là một chi bướm ngày thuộc họ Bướm nâu.